# Metropolia widyńska
Metropolia widyńska – jedna z eparchii Bułgarskiego Kościoła Prawosławnego, z siedzibą w Widyniu. Ordynariuszem administratury jest metropolita widyński Daniel (Nikołow). Funkcję katedry pełni sobór św. Dymitra Sołuńskiego w Widyniu.
Na terenie eparchii działają 44 cerkwie oraz osiem klasztorów:
- monaster Zaśnięcia Matki Bożej w Widyniu
- monaster Trójcy Świętej w Dobrim dole
- monaster Zaśnięcia Matki Bożej w Izworze
- monaster Świętych Cyryla i Metodego w Spanczewcach
- monaster św. Jana Chrziciela w Georgi Damianowie
- monaster Trójcy Świętej w Rakowicy
- monaster św. Jana Rylskiego w Żeleznej
- monaster św. Michała Archanioła w Brusarcach

## Ordynariusze (w jurysdykcji Egzarchatu, następnie Patriarchatu Bułgarskiego)[5]
- Antym (Czałykow), 1872–1888
- Cyryl (Stoiczkow), 1891–1914
- Neofit (Karaabow), 1914–1971
- Filaret (Ignatow), 1971–1987
- Domecjan (Topuzlijew), 1987–2017[6]
- Daniel (Nikołow), od 2018[1]